# Can Pla (Fornells de la Selva)
Can Pla és una obra de Fornells de la Selva (Gironès) inclosa a l'Inventari del Patrimoni Arquitectònic de Catalunya.

## Descripció
És un gran casal el qual és format per varis edificis i dependències. Dos edificis principals estan coberts amb teulada a dues vessants i un tercer de forma té forma de torre. A la part posterior hi han algunes finestrals d'estil renaixentista i la part més moderna és d'estil neoclàssica. Cal destacar també un portal a la façana lateral.
És una masia de notable antigor en una placa a l'interior, ara perduda, hi constava que havia estat d'un nebot de Pla i Daniel, cardenal privat d'Espanya.